# Junín (departement van San Luis)
Junín (San Luis) is een departement in de Argentijnse provincie San Luis. Het departement (Spaans:  departamento) heeft een oppervlakte van 2.476 km² en telt 20.271 inwoners.

## Plaatsen in departement Junín
- Carpintería
- Lafinur
- Los Molles
- Merlo
- Santa Rosa de Conlara
- Talita